# Надеждовский сельский совет Харьковской области
Надеждовский сельский совет — входит в состав Лозовского района Харьковской области Украины.
Административный центр сельского совета находится в селе Надеждовка.

## История
- 1930 — дата образования.

## Населённые пункты совета
- село Надеждовка
- село Приволье
- село Миролюбовка
- село Федоровка